# Mauro Boselli
Mauro Boselli (Buenos Aires, 22 mei 1985) is een Argentijns voetballer.

## Carrière
Boselli maakte zijn debuut bij de profs op 6 juli 2003 voor Boca Juniors tegen CA Rosario Central, een wedstrijd die Boca won met 7–2. In 2005 werd hij uitgeleend aan Malagueño, het tweede elftal van Málaga CF. Na zijn terugkeer bij Boca had hij moeite om een basisplaats te krijgen naast voetballers als Martín Palermo en Rodrigo Palacio.
In juli 2008 ging hij naar Estudiantes, waar hij acht keer scoorde in vijftien wedstrijden in de Apertura van 2008. In 2009 won hij met het team de Copa Libertadores en was hij met acht doelpunten de topscorer van het toernooi. Hij scoorde in de finale tegen Cruzeiro EC het winnende doelpunt, nadat zijn teamgenoot Gastón Fernández eerder al de gelijkmaker binnen trapte. Na zijn tijd bij Estudiantes (2008–2010) volgde een transfer naar Wigan Athletic, dat hem in drie jaar tijd driemaal verhuurde; in het seizoen 2011/12 speelde Boselli weer voor Estudiantes, nu op huurbasis, en maakte hij in 29 competitieduels elf doelpunten. In de zomer van 2013 tekende hij een contract bij de Mexicaanse club Club León. Voor León eindigde Boselli in de Apertura van 2013 op de tweede plaats in het topscorersklassement; een jaar later was hij met twaalf doelpunten in zestien wedstrijden de topscorer van de Mexicaanse competitie.
1 Pozos ·
2 Velázquez ·
3 Torres ·
4 Mosquera ·
5 Navarro ·
6 Tesillo ·
7 López ·
9 González · 
10 Montes ·
11 Moreno ·
12 J. Rodríguez ·
13 Mejía ·
15 Durán ·
16 Meneses ·
17 Boselli  · 
18 Aquino ·
19 Díaz ·
20 Mascorro ·
21 Cerato ·
22 Herrera ·
23 Cornejo ·
24 O. Rodríguez ·
25 Yarbrough ·
27 Calero ·
30 Cota ·
31 C. González ·
35 I. González ·
Coach: Ambríz